# Bajadasaurus
Bajadasaurus là một chi khủng long chân thằn lằn dicraeosaurid ở kỷ Phấn Trắng sớm thuộc thành hệ Bajada Colorada tại Patagonia, Argentina. Loài điển hình và duy nhất là B. pronuspinax.

## Phát hiện và đặt tên

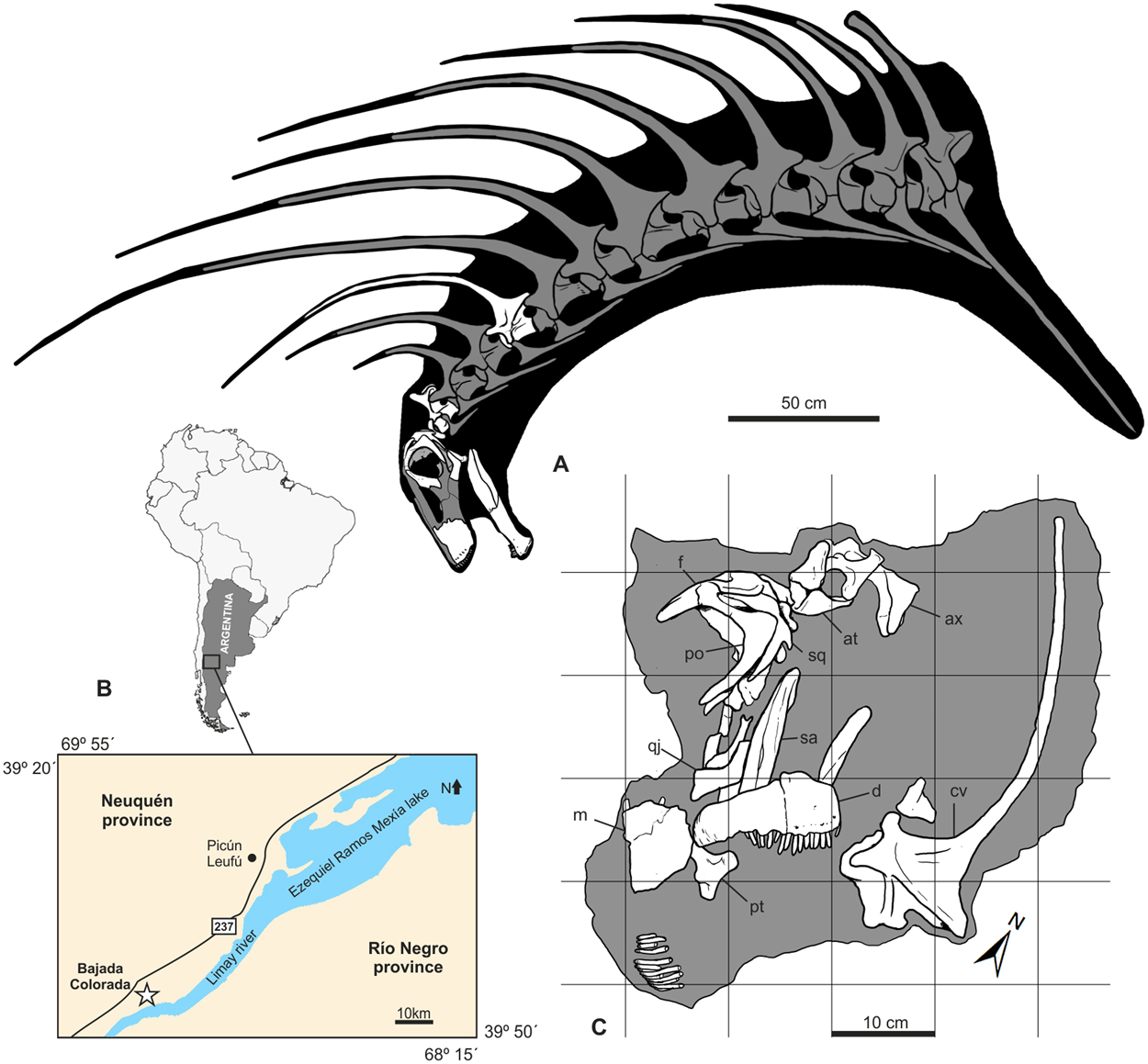
Sơ đồ xương (xương đào được màu trắng)

Tên chi lấy từ tiếng Tây Ban Nha "Bajada" (downhill) ám chỉ đến vùng Bajada Colorada và tiếng Hi Lạp "saurus" (thằn lằn). Tên loài lấy từ tiếng Latinh pronus (cong về phía trước) và tiếng Hi Lạp spinax (xương sống), ám chỉ đến các đoạn xương gai cong về phía trước của chi này.
Mẫu định danh MMCh-PV 75 gồm phần lớn hộp sọ, cả hai proatlases, atlantal neurapophyses, axis and a cervical vertebra that was tentatively interpreted as the fifth.

## Miêu tả
Đặc điểm nổi bật nhất của B. pronuspinax là những đoạn đốt sống cổ vươn cao chĩa về phía trước thành những cái gai. Theo Gallina et al. (2019) thì cấu trúc này có thể được dùng để tự vệ trước những loài ăn thịt.